# أرولودو بينيلي
أرولودو بينيلي هو مبارز بالسيف إيطالي، مثّل بلاده في الألعاب الأولمبية الصيفية 1908.

## روابط خارجية
أرولودو بينيلي على موقع اللجنة الأولمبية الدولية (الإنجليزية)
- أرولودو بينيلي على موقع أوليمبيديا (الإنجليزية)